# Telefon pana Harrigana
Telefon pana Harrigana (ang. Mr. Harrigan's Phone) – amerykański horror z 2022 roku w reżyserii Johna Lee Hancocka. Powstał na podstawie książki o tym samym tytule autorstwa Stephena Kinga. W głównych rolach wystąpili Jaeden Martell i Donald Sutherland. Film miał premierę 5 października 2022 roku na platformie Netflix.

## Fabuła
Pan Harrigan, będący samotnym miliarderem w podeszłym wieku, zatrudnia młodego chłopaka, Craiga, aby ten czytał mu książki. Przez lata nawiązuje się między nimi relacja orbitująca dookoła wspólnej pasji do literatury. Wkrótce pan Harrigan umiera, a Craig orientuje się, że jest w stanie kontaktować się z mężczyzną przez telefon komórkowy.

## Obsada
- Jaeden Martell jako Craig
- Donald Sutherland jako pan Harrigan
- Joe Tippett jako tata Craiga
- Colin O'Brien jako młody Craig
- Kirby Howell-Baptiste jako pani Hart
- Frank Ridley jako wielebny Mooney
- Peggy J. Scott jako Edna Grogan
- Thomas Francis Murphy jaok Pete
- Cyrus Arnold jako Kenny Yankovich[1]

## Odbiór

### Reakcja krytyków
Film spotkał się z negatywną reakcją krytyków. W agregatorze recenzji Rotten Tomatoes 44% z 61 recenzji uznano za pozytywne. Z kolei w agregatorze Metacritic średnia ważona ocen z 15 recenzji wyniosła 55 punktów na 100.